# Samuil, Razgrad
Samuil (în bulgară Самуил) este un sat în comuna Samuil, regiunea Razgrad,  Bulgaria. 

## Demografie
Componența etnică a satului Samuil
     Turci (75,5%)
     Bulgari (9,39%)
     Romi (1,64%)
     Nicio identificare (13,45%)
La recensământul din 2011, populația satului Samuil era de 1.576 locuitori. Din punct de vedere etnic, majoritatea locuitorilor (75,5%) erau turci, existând și minorități de bulgari (9,39%) și romi (1,64%). Pentru 13,45% din locuitori nu este cunoscută apartenența etnică.